# 鈴鹿市
铃鹿市（日语：／ Suzuka shi */?）是位于日本三重县北部的城市。轄區東臨伊势湾，東半部位於伊勢平原，西半部則屬於鈴鹿山脈的山區。
二次大戰期間日本海軍曾在此設立海軍工廠，戰後海軍工廠關閉後，也因此利用閒置的土地吸引了多家大型製造公司在此設立工廠，包括本田技研工業鈴鹿製造所、藤倉鈴鹿事業所、富士電機鈴鹿工廠、大日本住友製藥鈴鹿工廠、富士全錄鈴鹿事業所、旭化成鈴鹿製造所、味之素AGF鈴鹿、日本混凝土工業鈴鹿工廠、住友電装鈴鹿製作所。
其中由本田技研工业在市內經營的铃鹿赛道為日本的少數的國際賽車場地之一，曾舉辦過一级方程式赛车日本大獎賽和鈴鹿8小時耐久賽。

## 人口
| 鈴鹿市人口分布圖 |                                               |  |
| 鈴鹿市與日本全國年齡別人口分布比較圖 （2005年資料） | 鈴鹿市的年齡、男女別人口分布圖 （2005年資料） |  |
| ■紫色是鈴鹿市 ■綠色是全国 | ■藍色是男性 ■紅色是女性                       |  |
| 鈴鹿市人口變化 \| 1970年 \| 121,185人 \| \| \| 1975年 \| 141,829人 \| \| \| 1980年 \| 156,250人 \| \| \| 1985年 \| 164,936人 \| \| \| 1990年 \| 174,105人 \| \| \| 1995年 \| 179,800人 \| \| \| 2000年 \| 186,151人 \| \| \| 2005年 \| 193,114人 \| \| \| 2010年 \| 199,293人 \| \| \| 2015年 \| 196,403人 \| \| \| 2020年 \| 195,670人 \| \| |                                               |  |
| 資料來源：日本總務省統計中心提供之人口普查數據 |                                               |  |
| 1970年 | 121,185人                                     |  |
| 1975年 | 141,829人                                     |  |
| 1980年 | 156,250人                                     |  |
| 1985年 | 164,936人                                     |  |
| 1990年 | 174,105人                                     |  |
| 1995年 | 179,800人                                     |  |
| 2000年 | 186,151人                                     |  |
| 2005年 | 193,114人                                     |  |
| 2010年 | 199,293人                                     |  |
| 2015年 | 196,403人                                     |  |
| 2020年 | 195,670人                                     |  |

## 历史

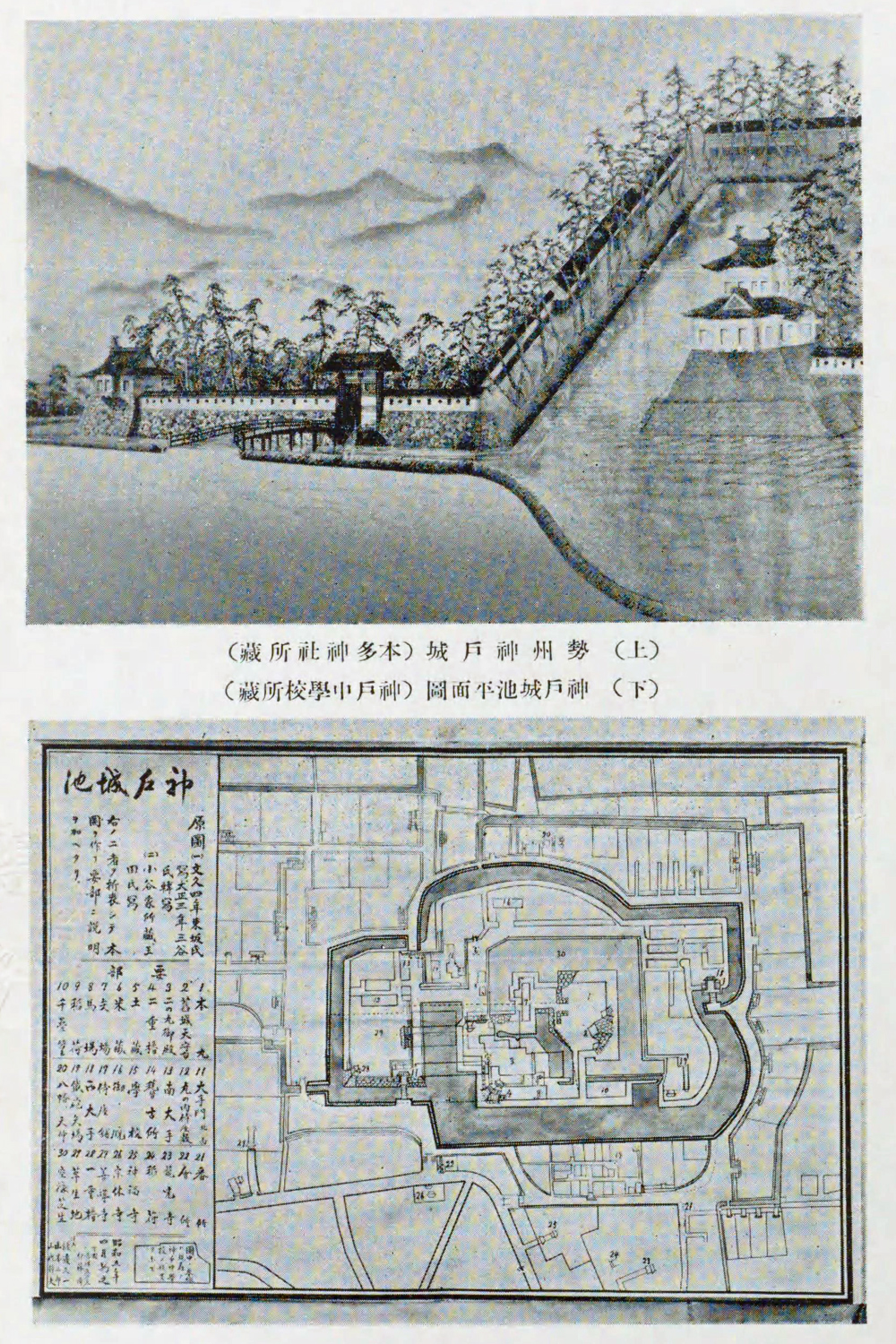
上圖：神戶城（本多神社所收藏）。
下圖：神戶城池平面圖（神戶中學校所收藏）。

現在的鈴鹿市轄區過去在令制國時代屬於伊勢國，西半部屬於鈴鹿郡，東半部屬於河曲郡和奄藝郡；14世紀後由關氏所統治，其中被分到神戶鄉的子孫改使用神戶氏，最初先建立了澤城作為統治此地的中心，後來在16世紀中在一旁新建了神戶城取代原本的澤城。不過在1568年北伊勢之戰後神戶氏臣服於織田信長，此後由織田信長的三男織田信孝負責此地。
16世紀進入江戶時代後，神戶城由一柳氏入主，並建立神戶藩，此後又歷經石川氏及本多氏的統治。
在江戶時代時，除了相當於現在鈴鹿市主要市區的部分屬於神戶藩，東南部區域屬於紀州藩，其餘地區大多屬於伊勢龜山藩；19世紀末明治維新實施廢藩置縣後，這些區域分別改隸屬神戶縣、和歌山縣、龜山縣，在1872年的第一次府縣整併後才全數劃入安濃津縣，三個月後安津濃縣更名為三重縣。
1889年日本實施町村制，現在的鈴鹿市轄區在當時分屬神戶町、飯野村、川曲村、一之宮村、箕田村、玉垣村、若松村、白子町、稻生村、天名村、合川村、榮村、國府村、井田川村、野村、高津瀨村、牧田村、石藥師村、久間田村、深伊澤村、椿村、內村共22個行政區劃。
二次大戰期間，日本海軍規劃在此設立航空基地和海軍工廠，為統合此地行政資源，在1942年將國府村、庄野村、高津瀨村、牧田村、石藥師村、白子町、神戶町 、稻生村、飯野村、河曲村、一之宮村、箕田村、玉垣村、若松村合併為鈴鹿市，占地440萬平方公尺的海軍工廠也在1943年6月啟用，主要生產飛機用機槍、彈藥及雷管。
其他區域則在二次大戰後的1950年代至1960年代期間先後併入鈴鹿市。
戰後雖然海軍工廠遭到解散，但其當時整理出的大片土地也成為日後鈴鹿市招募各企業前來設立大型工廠所用，也讓鈴鹿市發展為工業城市。

### 變遷表
| 1889年4月1日 | 1889年 - 1912年            | 1912年 - 1944年            | 1945年 - 1954年            | 1955年 - 1989年            | 1955年 - 1989年            | 1989年 - 現在              | 現在                       |
| ------------ | -------------------------- | -------------------------- | -------------------------- | -------------------------- | -------------------------- | -------------------------- | -------------------------- |
| 久間田村     | 久間田村                   | 久間田村                   | 久間田村                   | 1956年9月30日 合併為三鈴村 | 1957年4月15日 併入四日市市 | 1957年4月15日 併入四日市市 | 1957年4月15日 併入四日市市 |
| 久間田村     | 久間田村                   | 久間田村                   | 久間田村                   | 1956年9月30日 合併為三鈴村 | 1957年4月15日 併入鈴鹿市   | 鈴鹿市                     | 鈴鹿市                     |
| 椿村         |                            |                            |                            | 1956年9月30日 合併為三鈴村 | 1957年4月15日 併入鈴鹿市   | 鈴鹿市                     | 鈴鹿市                     |
| 國府村       | 國府村                     | 1942年12月1日 合併為鈴鹿市 | 1942年12月1日 合併為鈴鹿市 | 鈴鹿市                     | 鈴鹿市                     | 鈴鹿市                     | 鈴鹿市                     |
| 野村         |                            | 1942年12月1日 合併為鈴鹿市 | 1942年12月1日 合併為鈴鹿市 | 鈴鹿市                     | 鈴鹿市                     | 鈴鹿市                     | 鈴鹿市                     |
| 高津瀨村     |                            | 1942年12月1日 合併為鈴鹿市 | 1942年12月1日 合併為鈴鹿市 | 鈴鹿市                     | 鈴鹿市                     | 鈴鹿市                     | 鈴鹿市                     |
| 牧田村       |                            | 1942年12月1日 合併為鈴鹿市 | 1942年12月1日 合併為鈴鹿市 | 鈴鹿市                     | 鈴鹿市                     | 鈴鹿市                     | 鈴鹿市                     |
| 石藥師村     |                            | 1942年12月1日 合併為鈴鹿市 | 1942年12月1日 合併為鈴鹿市 | 鈴鹿市                     | 鈴鹿市                     | 鈴鹿市                     | 鈴鹿市                     |
| 神戶町       |                            | 1942年12月1日 合併為鈴鹿市 | 1942年12月1日 合併為鈴鹿市 | 鈴鹿市                     | 鈴鹿市                     | 鈴鹿市                     | 鈴鹿市                     |
| 飯野村       |                            | 1942年12月1日 合併為鈴鹿市 | 1942年12月1日 合併為鈴鹿市 | 鈴鹿市                     | 鈴鹿市                     | 鈴鹿市                     | 鈴鹿市                     |
| 川曲村       | 1891年6月12日 改名為河曲村 | 1942年12月1日 合併為鈴鹿市 | 1942年12月1日 合併為鈴鹿市 | 鈴鹿市                     | 鈴鹿市                     | 鈴鹿市                     | 鈴鹿市                     |
| 一之宮村     |                            | 1942年12月1日 合併為鈴鹿市 | 1942年12月1日 合併為鈴鹿市 | 鈴鹿市                     | 鈴鹿市                     | 鈴鹿市                     | 鈴鹿市                     |
| 箕田村       |                            | 1942年12月1日 合併為鈴鹿市 | 1942年12月1日 合併為鈴鹿市 | 鈴鹿市                     | 鈴鹿市                     | 鈴鹿市                     | 鈴鹿市                     |
| 玉垣村       |                            | 1942年12月1日 合併為鈴鹿市 | 1942年12月1日 合併為鈴鹿市 | 鈴鹿市                     | 鈴鹿市                     | 鈴鹿市                     | 鈴鹿市                     |
| 若松村       |                            | 1942年12月1日 合併為鈴鹿市 | 1942年12月1日 合併為鈴鹿市 | 鈴鹿市                     | 鈴鹿市                     | 鈴鹿市                     | 鈴鹿市                     |
| 白子町       |                            | 1942年12月1日 合併為鈴鹿市 | 1942年12月1日 合併為鈴鹿市 | 鈴鹿市                     | 鈴鹿市                     | 鈴鹿市                     | 鈴鹿市                     |
| 稻生村       |                            | 1942年12月1日 合併為鈴鹿市 | 1942年12月1日 合併為鈴鹿市 | 鈴鹿市                     | 鈴鹿市                     | 鈴鹿市                     | 鈴鹿市                     |
| 天名村       | 天名村                     | 天名村                     | 1954年8月1日 併入鈴鹿市    | 鈴鹿市                     | 鈴鹿市                     | 鈴鹿市                     | 鈴鹿市                     |
| 合川村       |                            |                            | 1954年8月1日 併入鈴鹿市    | 鈴鹿市                     | 鈴鹿市                     | 鈴鹿市                     | 鈴鹿市                     |
| 榮村         |                            |                            | 1954年8月1日 併入鈴鹿市    | 鈴鹿市                     | 鈴鹿市                     | 鈴鹿市                     | 鈴鹿市                     |
| 深伊澤村     | 深伊澤村                   | 深伊澤村                   | 深伊澤村                   | 1956年9月30日 合併為鈴峰村 | 1967年4月1日 併入鈴鹿市    | 鈴鹿市                     | 鈴鹿市                     |
| 內村         |                            |                            |                            | 1956年9月30日 合併為鈴峰村 | 1967年4月1日 併入鈴鹿市    | 鈴鹿市                     | 鈴鹿市                     |

## 行政

### 歷任市長
| 官派市長   | 官派市長   | 官派市長     | 官派市長       | 官派市長                 |
| 屆         | 姓名       | 上任日期     | 卸任日期       | 備註                     |
| ---------- | ---------- | ------------ | -------------- | ------------------------ |
| 1          | 奧田茂造   | 1943年4月6日 | 1946年6月8日   | 因公職追放而解任         |
| 2          | 杉本龍造   | 1946年7月3日 | 1947年         |                          |
| 民選市長   |            |              |                |                          |
| 3          | 杉本龍造   | 1947年4月8日 | 1958年11月12日 |                          |
| 4          | 杉本龍造   | 1951年4月    | 1955年4月      |                          |
| 5          | 杉本龍造   | 1955年4月    | 1959年4月      |                          |
| 6          | 杉本龍造   | 1959年4月    | 1963年4月      |                          |
| 7          | 杉本龍造   | 1963年4月    | 1967年4月      |                          |
| 8          | 杉本龍造   | 1967年4月    | 1971年4月      |                          |
| 9          | 杉本龍造   | 1971年4月    | 1975年4月30日  |                          |
| 10         | 野村仲三郎 | 1975年5月1日 | 1979年4月30日  |                          |
| 11         | 野村仲三郎 | 1979年5月1日 | 1983年4月30日  |                          |
| 12         | 野村仲三郎 | 1983年5月1日 | 1987年4月30日  |                          |
| 13         | 衣斐賢讓   | 1987年5月1日 | 1991年4月30日  | 於選舉中擊敗原任市長當選 |
| 14         | 衣斐賢讓   | 1991年5月1日 | 1995年4月30日  |                          |
| 15         | 加藤榮     | 1995年5月1日 | 1999年4月30日  | 於選舉中擊敗原任市長當選 |
| 16         | 加藤榮     | 1999年5月1日 | 2003年4月30日  |                          |
| 17         | 川岸光男   | 2003年5月1日 | 2007年4月30日  |                          |
| 18         | 川岸光男   | 2007年5月1日 | 2011年4月30日  |                          |
| 19         | 末松則子   | 2011年5月1日 | 2015年4月30日  |                          |
| 20         | 末松則子   | 2015年5月1日 | 2019年4月30日  |                          |
| 21         | 末松則子   | 2019年5月1日 | 2023年4月30日  |                          |
| 22         | 末松則子   | 2023年5月1日 | 現任           |                          |
| 參考資料： |            |              |                |                          |

## 交通
鈴鹿市轄內共有東海旅客鐵道關西本線、近畿日本鐵道名古屋線、伊勢鐵道伊勢線三條鐵路分別自市區的西側、東側及中間穿過，其中近畿日本鐵道還有一條鈴鹿線可以東西向穿過整個市區；但是三家鐵路業者的路線都無法在鈴鹿市內直接轉乘。
公路方面雖然有東名阪自動車道及新名神高速道路自轄區西部通過，但都距離市區有一段距離，市區周邊主要的公路則是國道23號及國道25號。
市內的客運路線則由三重交通所經營，在轄區西部區域還有市政府的社區巴士－C-BUS。

### 鐵路
- 東海旅客鐵道
  - 關西本線：（←四日市市） - 河曲車站 - 加佐登車站 - （龜山市→）
- 近畿日本鐵道
  - 名古屋線：（←四日市市） - 長太之浦車站 - 箕田車站 - 伊勢若松車站 - 千代崎車站 - 白子車站 - 鼓浦車站 - 磯山車站 - （津市→）
  - 鈴鹿線：伊勢若松車站 - 柳車站 - 鈴鹿市車站 - 三日市車站 - 平田町車站
- 伊勢鐵道
  - 伊勢線：（四日市市） - 鈴鹿車站 - 玉垣車站 - 鈴鹿賽道稻生車站 - 德田車站 - 中瀨古車站 - （津市）

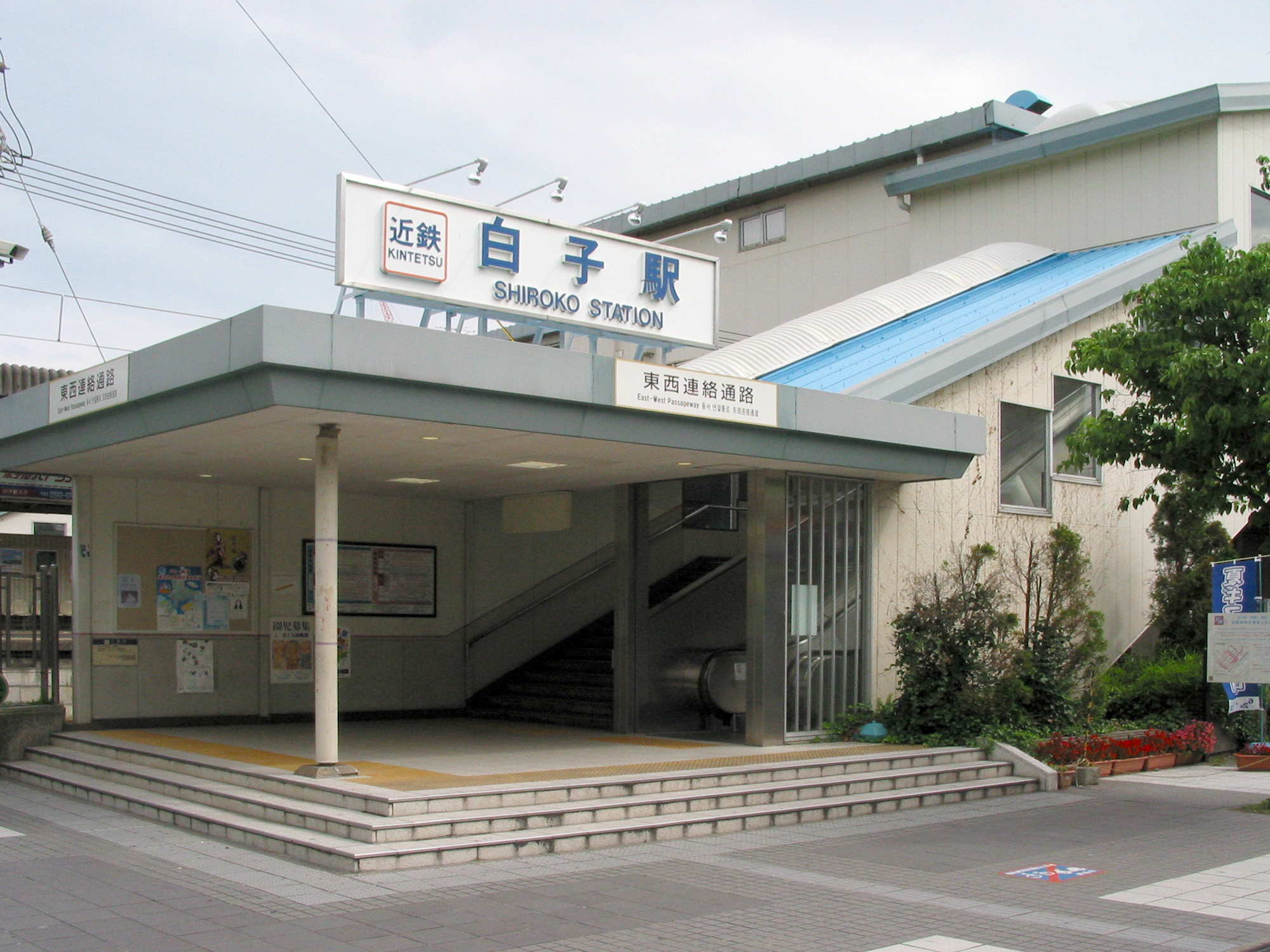
白子車站
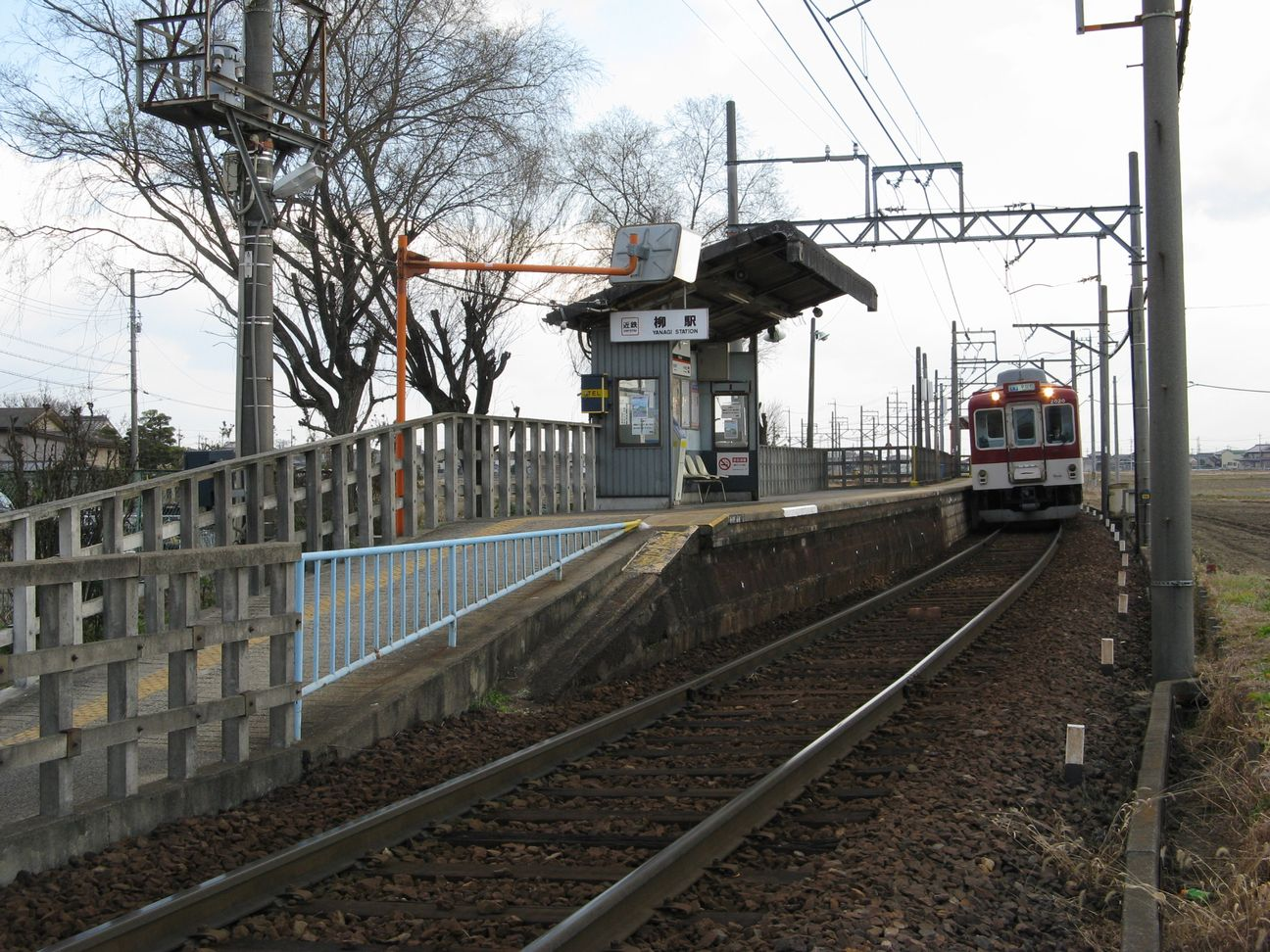
柳車站
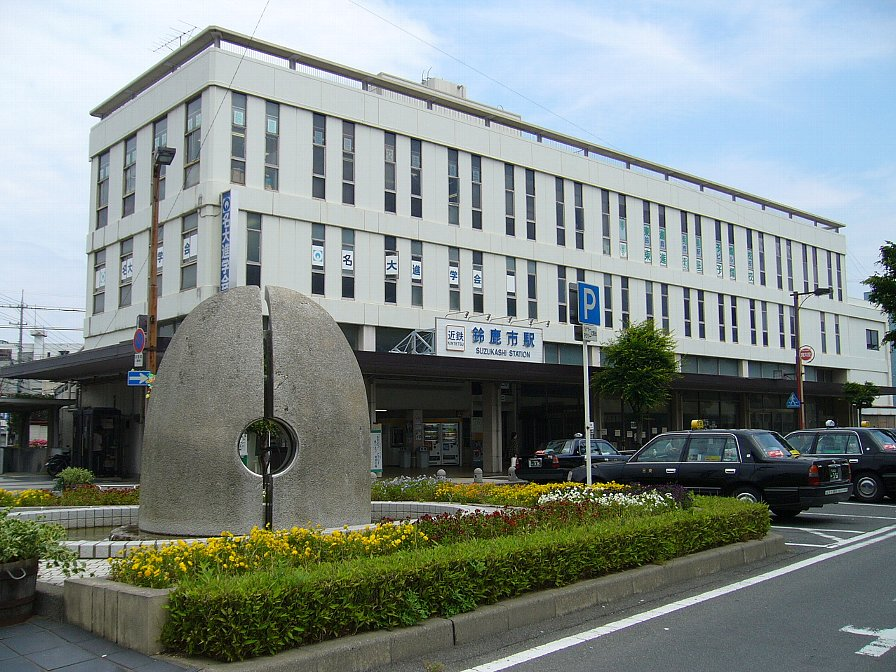
鈴鹿市車站
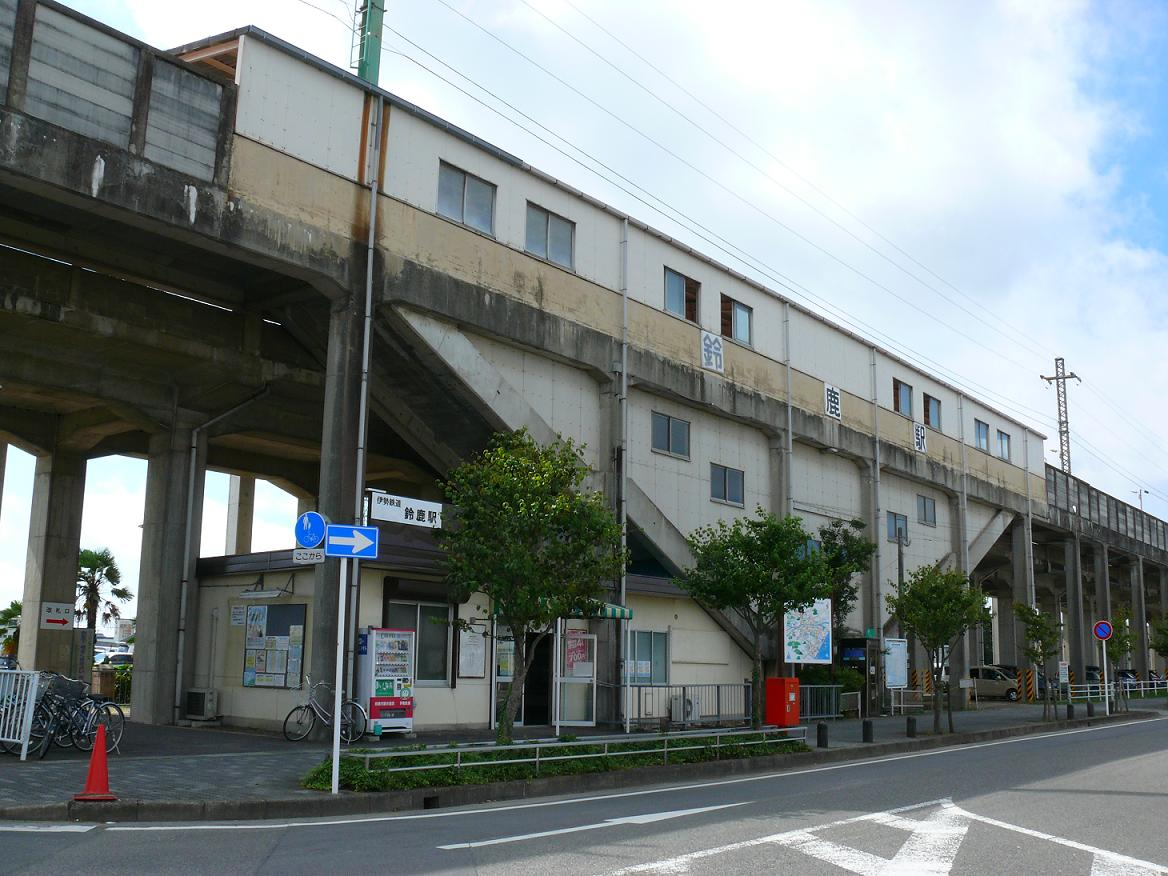
鈴鹿車站
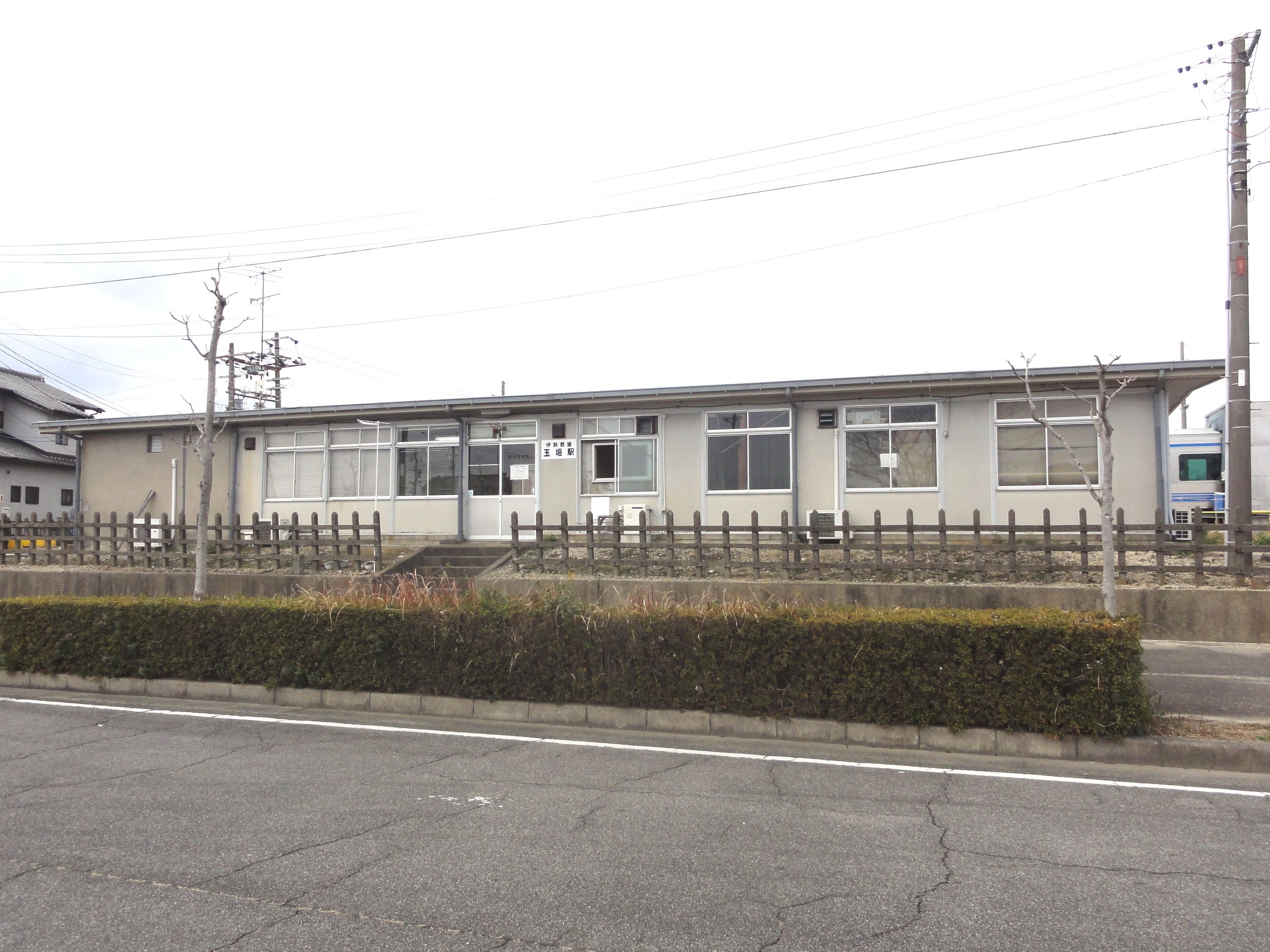
玉垣車站
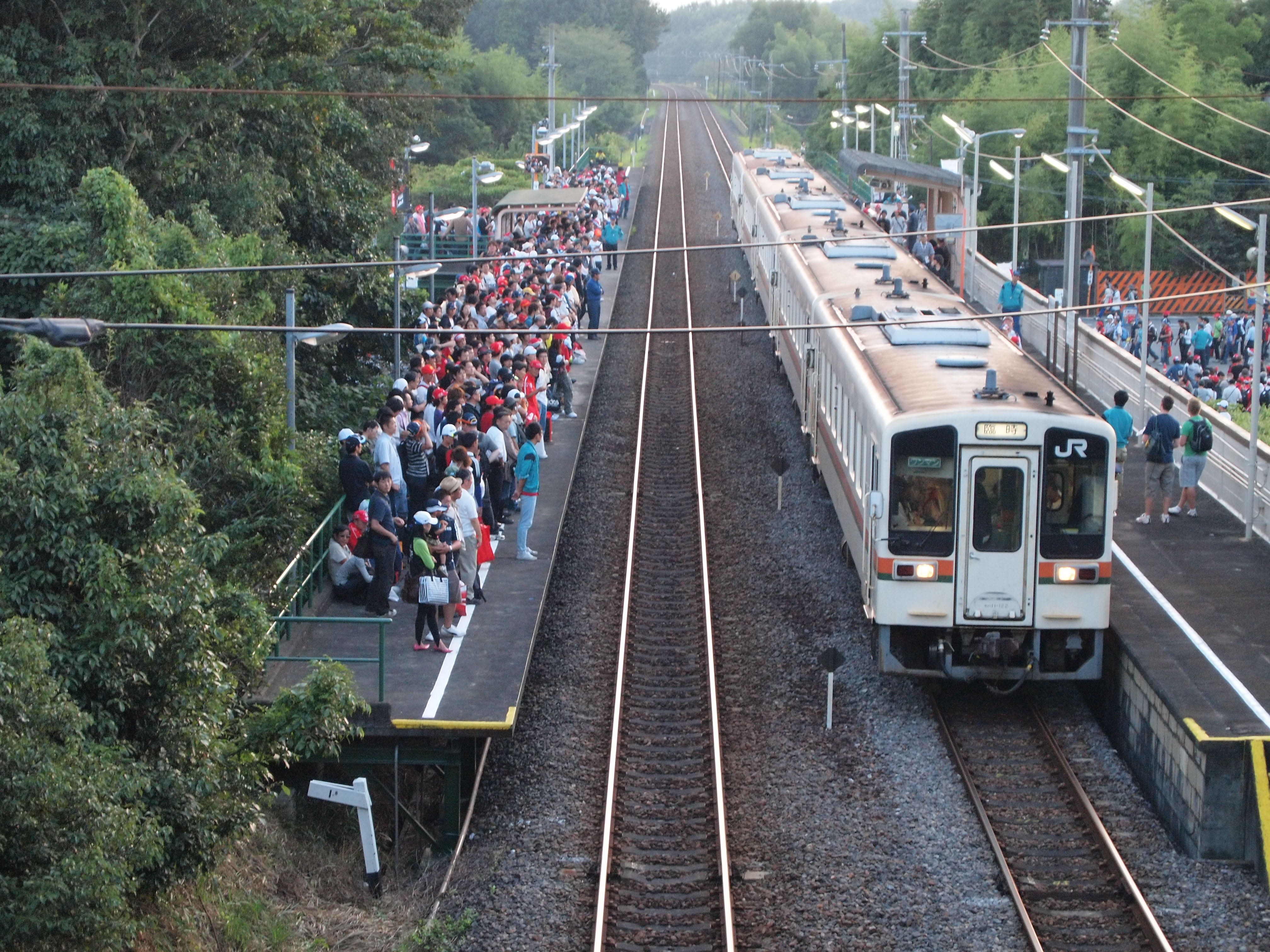
鈴鹿賽道稻生車站
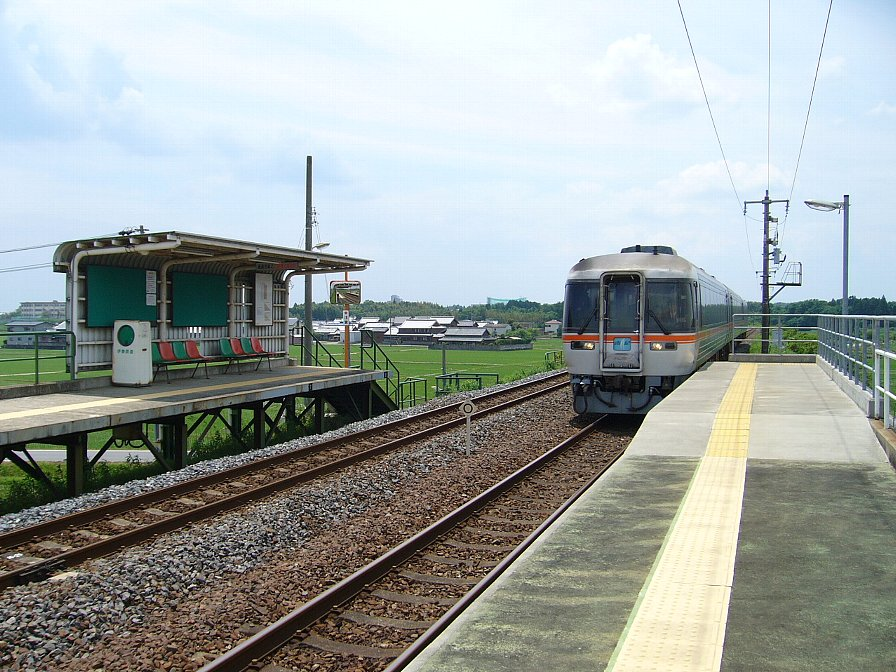
德田車站
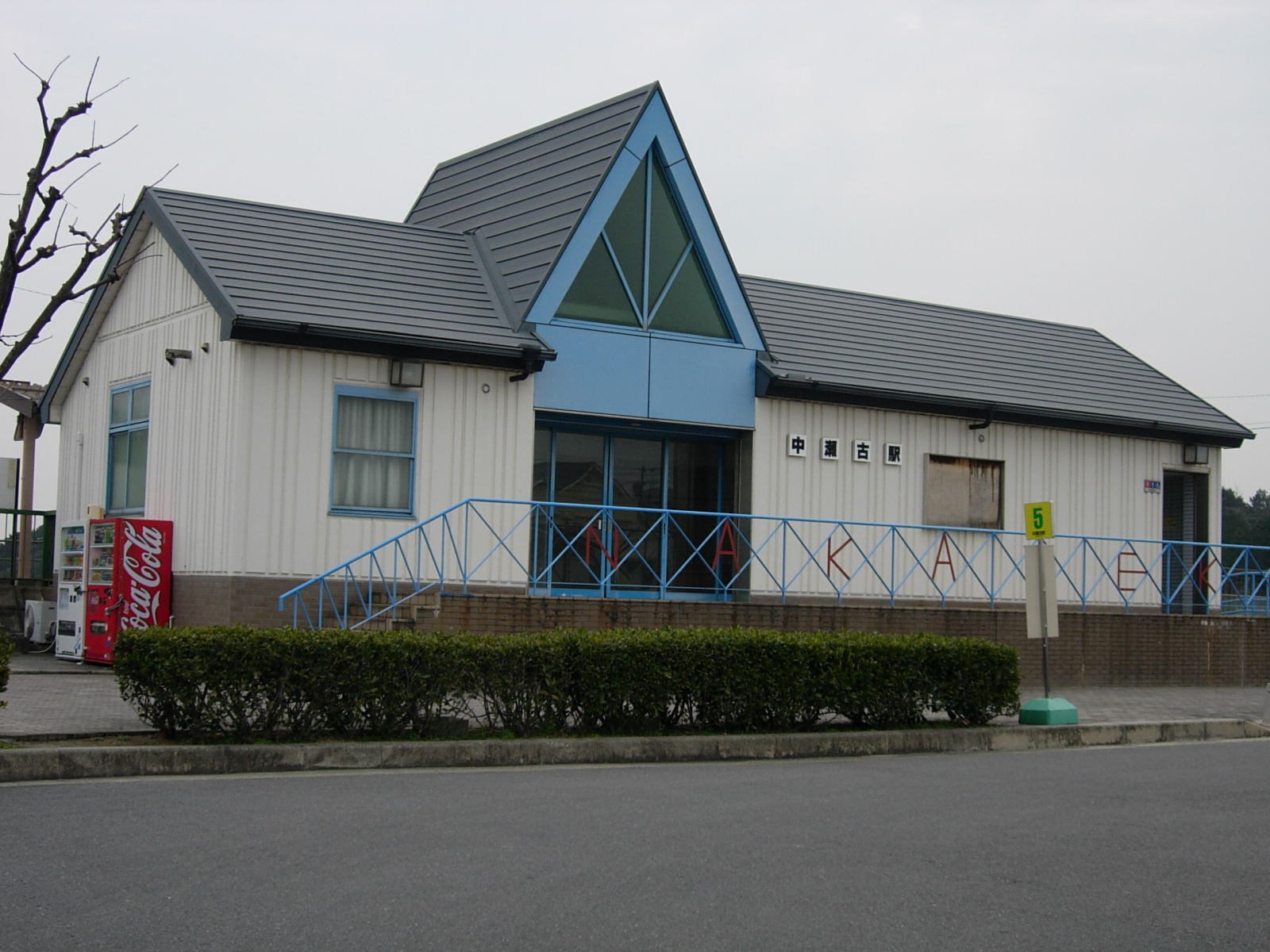
中瀨古車站

### 公路
高速公路
- 東名阪自動車道：（四日市市） - 鈴鹿交流道 - （龜山市）
- 新名神高速道路：（四日市市） - 鈴鹿休息區（日语：鈴鹿パーキングエリア） - （龜山市）

## 觀光資源
铃鹿赛道除了是舉辦國際賽車的場地，營運方本田技研工業同時也在一旁設立了MOTOPIA遊樂園，甚至還有溫泉旅館，使得整賽道周邊成為一個以賽車為主題的度假區。
位於轄區西部鈴鹿山脈的區域則屬於鈴鹿國定公園，由於豐富的降雨使得此區域有大量的山毛欅及赤松，同時有經河川切割花岡岩地形後形成的溪谷。

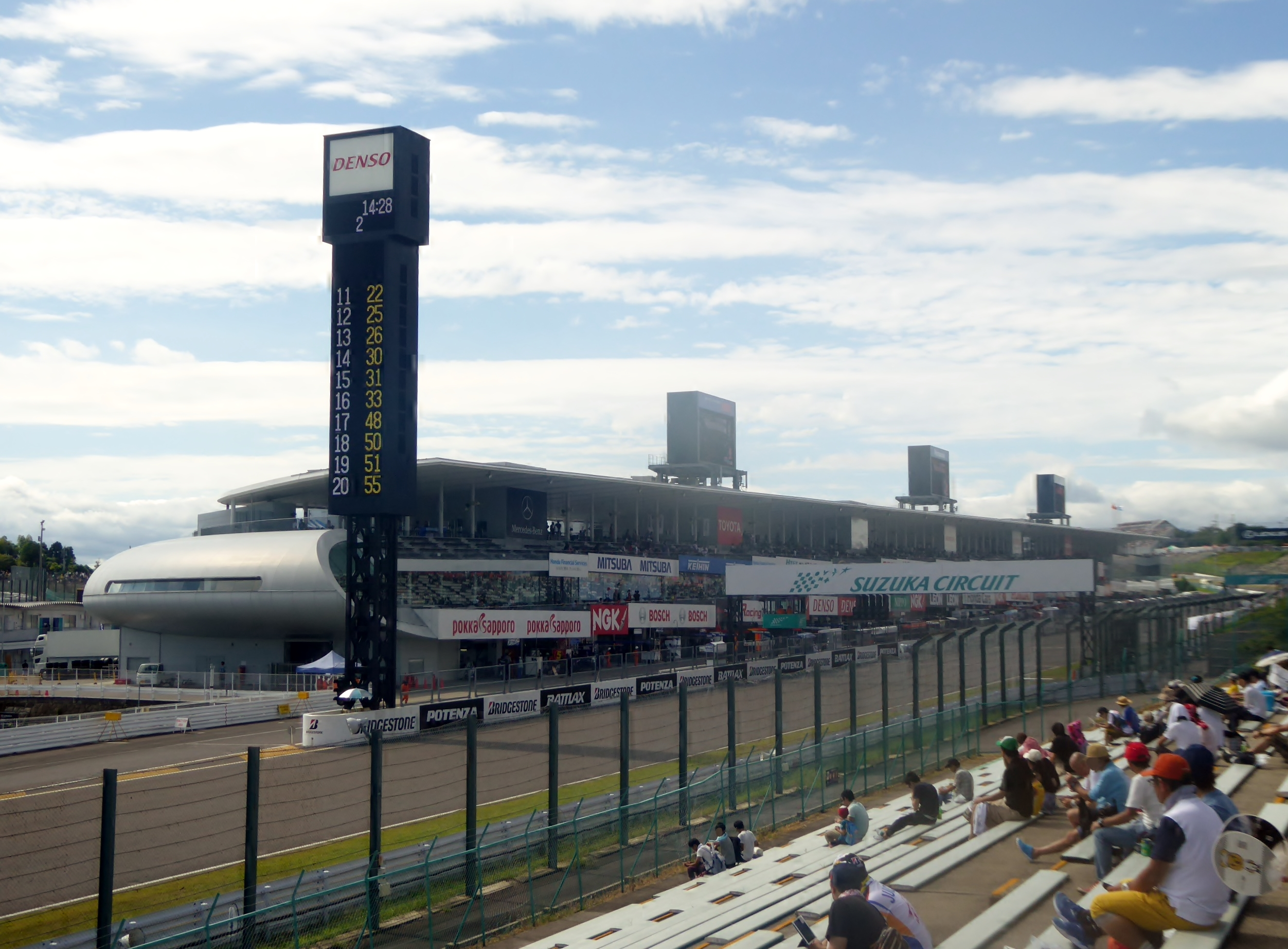
鈴鹿賽道
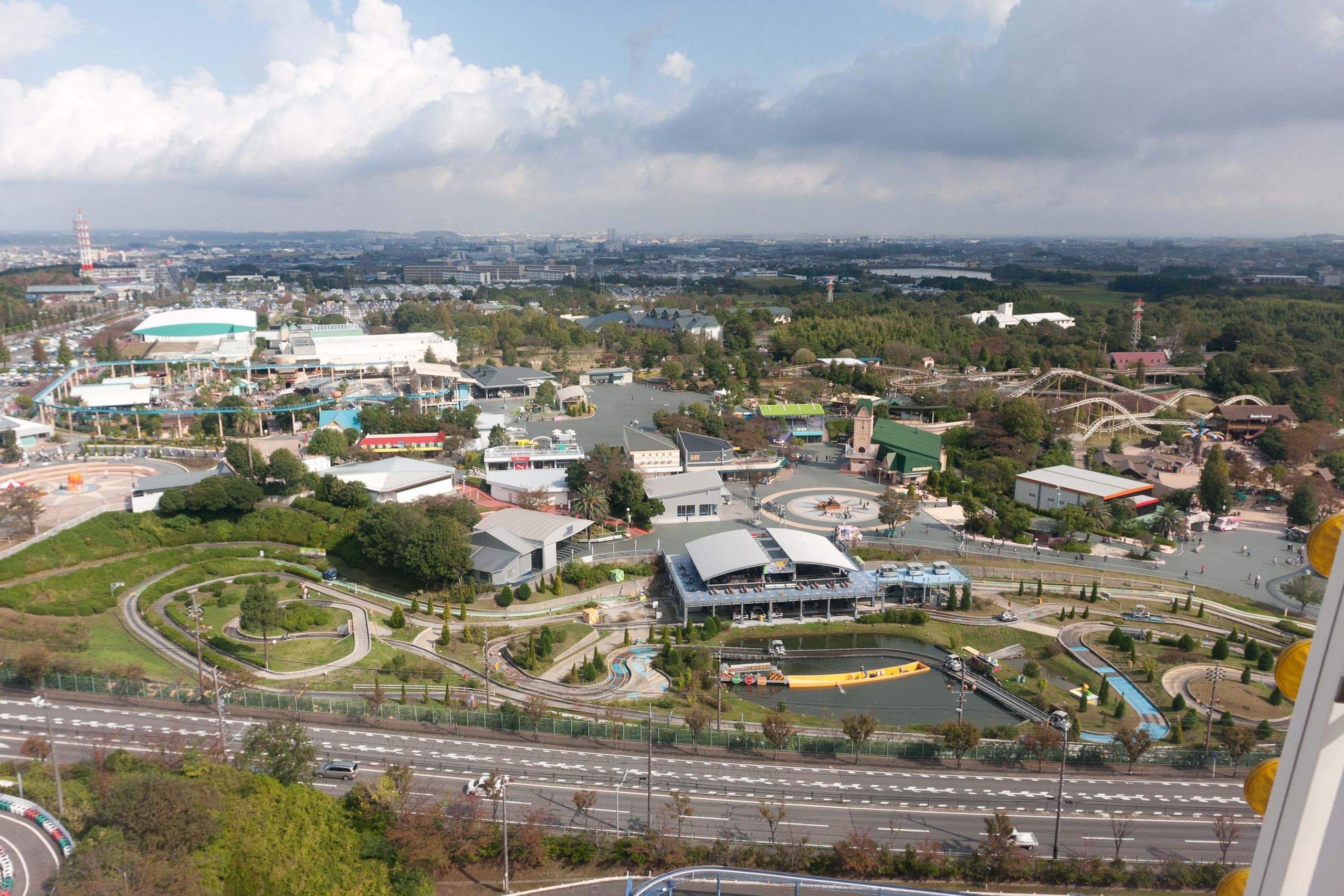
鈴鹿MOTOPIA

## 教育

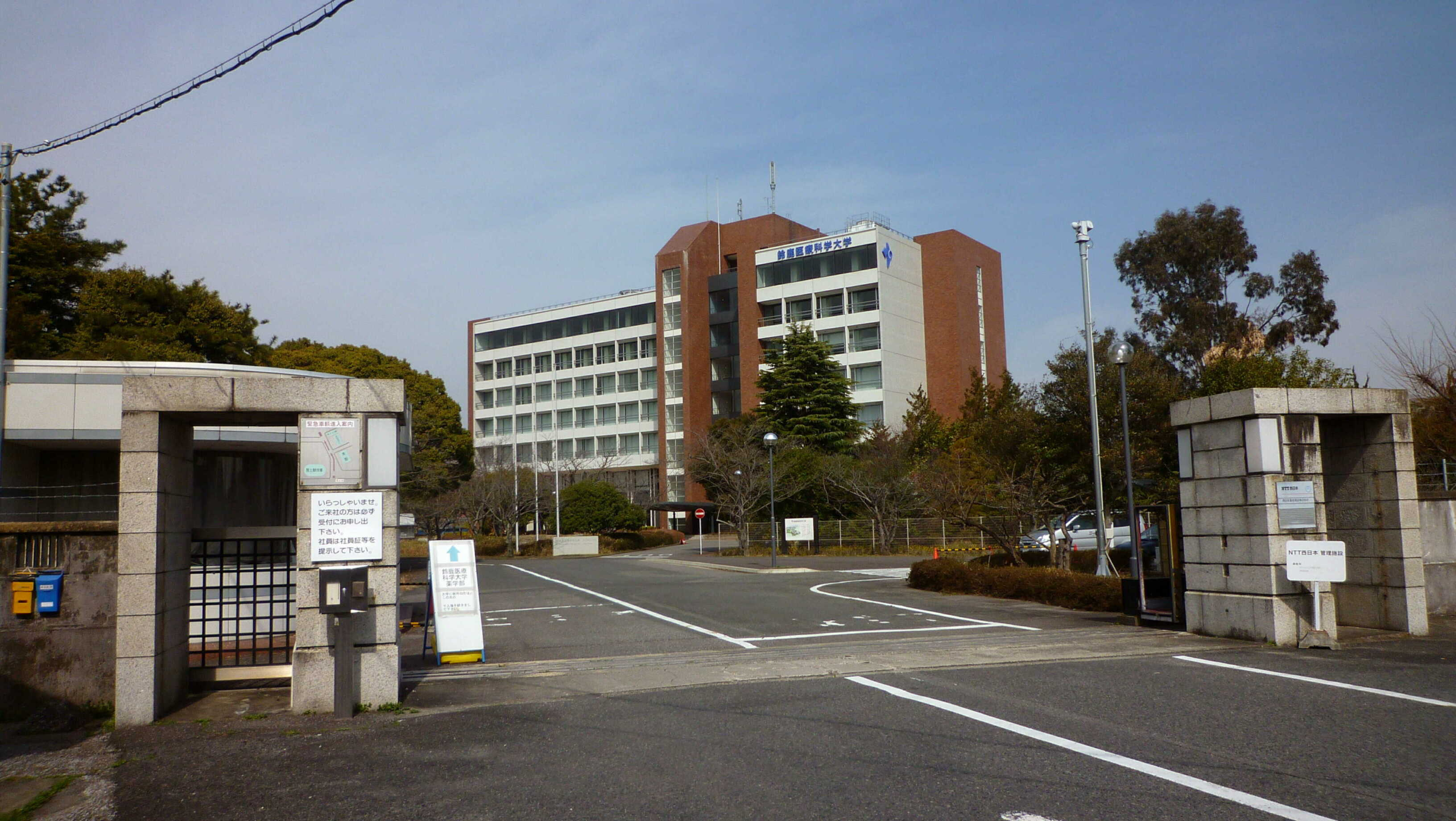
鈴鹿醫療科學大學

鈴鹿市內的高等教育學校有包括鈴鹿醫療科學大學和由學校法人享榮學園所設立的鈴鹿大學，其中享榮學園在市內也設有初中高中一貫的鈴鹿中等教育學校。
此外還有一所國立的鈴鹿工業高等專門學校。

## 姊妹、友好城市

### 海外
- 勒芒（法國羅亞爾河地區大區萨尔特省）
- 贝尔方丹（美國俄亥俄州洛根縣）

## 外部連結
- （日語） 鈴鹿市政府的Facebook專頁
- （日語） 鈴鹿市的X（前Twitter）
- （日語） 鈴鹿觀光指引 （页面存档备份，存于）